# Ферідун
Ферідун (Ферейун–Марджан) (англ. Feridun oil field) — нафтове родовище в Ірані.
Належить до нафтогазоносного басейну Перської затоки.
Глибина залягання покладів 2075…2500 м.
Запаси 1363 млн т.
Відкрите 1966 року.